# Ngô Phúc Vạn
Danh tướng Ngô Phúc Vạn (1577-1652), là trọng thần nhà Hậu Lê, người làng Trảo Nha, huyện Thạch Hà, phủ Hà Hoa, trấn Nghệ An (nay là xã Đại Lộc, huyện Can Lộc, tỉnh Hà Tĩnh).
Ông xuất thân là con nhà tướng, kiêm tài văn võ. Ông không chỉ võ nghệ cao cường, thông hiểu binh thư trận pháp mà thánh kinh hiền truyện, thiên văn, địa lý, toán số đều tinh thông cả.
Ngô Phúc Vạn làm quan dưới triều Lê -Trịnh, được phong đến chức Thái Bảo, tước Tào Quận Công, có nhiều công lao đóng góp giữ yên bờ cõi bảo vệ chính đường, khẩn hoang ruộng đất đem lại lợi ích cho trăm họ trong một giai đoạn lịch sử đầy biến động ở nước ta thế kỷ 17. Ông mất năm Nhâm Thìn (1652) và được nhân dân lập đền thờ tại quê nhà.